# Episodi di Sweet Valley High (terza stagione)
La terza stagione di Sweet Valley High è composta da 22 episodi, andati in onda a cavallo fra il 1996 ed il 1997.
| nº      | Titolo originale            | Titolo italiano | Prima TV Canada   | Prima TV Italia |
| ------- | --------------------------- | --------------- | ----------------- | --------------- |
| 23/3.1  | Much Ado About Nachos'      |                 | 26 agosto 1996    |                 |
| 24/3.2  | Shred Reckoning             |                 | 2 settembre 1996  |                 |
| 25/3.3  | Imperfectly Fit             |                 | 9 settembre 1996  |                 |
| 26/3.4  | The Man of My Screams       |                 | 16 settembre 1996 |                 |
| 27/3.5  | Are You a Man or a Mouse?   |                 | 23 settembre 1996 |                 |
| 28/3.6  | The Mondo Chill             |                 | 30 settembre 1996 |                 |
| 29/3.7  | Surfing the Nets            |                 | 7 ottobre 1996    |                 |
| 30/3.8  | Mall Brats                  |                 | 14 ottobre 1996   |                 |
| 31/3.9  | Swish Upon a Star           |                 | 21 ottobre 1996   |                 |
| 32/3.10 | The Tooth Hurts             |                 | 28 ottobre 1996   |                 |
| 33/3.11 | Rock Around the Block       |                 | 4 novembre 1996   |                 |
| 34/3.12 | Lofty Ambitions             |                 | 11 novembre 1996  |                 |
| 35/3.13 | Shakes, Fries & Videotape   |                 | 18 novembre 1996  |                 |
| 36/3.14 | A Star is Torn              |                 | 25 novembre 1996  |                 |
| 37/3.15 | Ready, Set, Snow!           |                 | 2 dicembre 1996   |                 |
| 38/3.16 | Don't Strand So Close To Me |                 | 9 dicembre 1996   |                 |
| 39/3.17 | All Along the Water Tower   |                 | 16 dicembre 1996  |                 |
| 40/3.18 | My Fair Shred               |                 | 6 gennaio 1997    |                 |
| 41/3.19 | Sweet Valley Fever          |                 | 13 gennaio 1997   |                 |
| 42/3.20 | Crimes and Cappuccinos      |                 | 20 gennaio 1997   |                 |
| 43/3.21 | Search For Liz              |                 | 27 gennaio 1997   |                 |
| 44/3.22 | Might as Well Jump          |                 | 10 febbraio 1997  |                 |